# ステファノ・オカカ・チュカ
ステファノ・オカカ・チュカ（Stefano Okaka Chuka、1989年8月9日 - ）は、イタリア出身のサッカー選手。ポジションはフォワード。イスタンブール・バシャクシェヒルFK所属。
両親はナイジェリア人。父も元サッカー選手。8歳上の兄と双子の妹はバレーボール選手のステファニア・オカカ。両親はASローマの寮で働いている。

## 来歴

### クラブ
2004年からASローマのユースチームに所属し、2005年にトップチーム昇格した。9月29日、UEFAヨーロッパリーグのアリス・テッサロニキ戦でプロデビューを果たした。イタリアのクラブチームでの国際試合で最年少デビューとなった。2005年12月8日、コッパ・イタリアのSSCナポリ戦でプロ初ゴールを記録した。2006年9月17日、ACシエナ戦でリーグ戦初ゴールを記録した。
2007年からモデナFCへレンタル移籍し、2009年にはブレシア・カルチョへとレンタル移籍した。2009-10シーズンのUEFAヨーロッパリーグ・CSKAソフィア戦(ホーム)では、貴重な先制点を挙げている。2010年1月31日のシエナ戦では後半終了直前に左サイドからのクロスを回転しながら直接ヒールでゴールに流し込む決勝点を挙げた。直後にフラムFCへのレンタル移籍のためイギリスへ向かうことが決まっていたため、オカカはユニフォームを脱いで喜びを爆発させ、ホームのサポーターに別れを告げた。
2010年2月1日にフラムへレンタル移籍し、2日後のポーツマス戦でプレミアリーグデビュー。2月14日のFAカップ5回戦のノッツ・カウンティ戦では移籍後初得点を挙げた。4月4日のウィガン戦で、プレミアリーグ初得点を記録。2011年にASバーリにレンタル移籍した。2012年8月にパルマFCに完全移籍し、すぐにセリエBのスペツィア・カルチョへレンタル移籍。
2015年7月28日、ベルギーのRSCアンデルレヒトへ300万ユーロで完全移籍。2015-16シーズンにはキャリアハイとなる15得点を記録した。2016年7月29日、ワトフォードFCへ5年契約で完全移籍を果たした。
2019年1月8日、ウディネーゼ・カルチョへシーズン終了までのレンタル移籍。
2021年9月8日、トルコのイスタンブール・バシャクシェヒルFKに2年契約で加入。

### 代表歴
U-20、U-21イタリア代表においては、それぞれ2得点を挙げている。
2014年11月18日のアルバニアとの親善試合でイタリア代表デビューを果たし、オカカの放ったヘディングシュートが相手のオウンゴールを誘い決勝点を演出した。

## 所属クラブ
- ASローマ 2005-2012

→ モデナFC 2007-2008 (loan)
→ ブレシア・カルチョ 2009-2010 (loan)
→ フラムFC 2010 (loan)
→ ASバーリ 2011 (loan)
→ パルマFC 2012 (loan)
- パルマFC 2012-2014

→ スペツィア・カルチョ 2012-2013 (loan)
- UCサンプドリア 2014-2015
- RSCアンデルレヒト 2015-2016
- ワトフォードFC 2016-2019

→ ウディネーゼ・カルチョ 2019 (loan)
- ウディネーゼ・カルチョ 2019-2021
- イスタンブール・バシャクシェヒルFK 2021-